# Guồi Kon Tum
Guồi Kon Tum (danh pháp: Willughbeia kontumensis) là một loài thực vật có hoa trong họ La bố ma. Loài này được Lý mô tả khoa học đầu tiên năm 1979.